# Judita
 Ovo je glavno značenje pojma Judita. Za druga značenja pogledajte Judita (razdvojba).
Judita je junakinja starozavjetne Knjige o Juditi.
Prema biblijskom izvještaju bila je kći Merarijeva i žena Manašeova, a genealogija joj se proteže kroz 16 naraštaja, te je jedna od najdužih u Starom zavjetu, što govori i o važnosti ovoga lika u predaji. Koristeći svoju ljepotu ona je hrabro namamila Holoferna, zapovjednika Nabukodonozora II., te mu odrubila glavu. Na taj je način izbavila židovski narod od nadolazeće propasti. Usto, njezina je pobožnost i junaštvo imalo poslužiti kao uzor za nasljedovanje.
Ne postoje povijesne potvrde o postojanju ovoga lika, a književna konstrukcija izvještaja o njoj upućuje na mnogo kasnije predaje, koje su imale poslužiti kao pouka u najranije u vrijeme perzijske vlasti u Palestini.

## Poveznice
- Judita (knjiga)
- Judita (Marko Marulić)
- Judita odrubljuje glavu Holofernu (Caravaggio)